# برشاوشان خشن
برشاوشان خشن (الاسم العلمي:Adiantum scabrum) هو نوع من النباتات يتبع جنس البرشاوشان من الفصيلة الديشارية.